# Orahovo (gmina Bar)
Orahovo (cyr. Орахово) – wieś w Czarnogórze, w gminie Bar. W 2011 roku liczyła 64 mieszkańców.